# Edi Sudrajat
Edi Sudrajat, auch Edi Sudradjat (* 22. April 1938 in Jambi, Sumatra; † 1. Dezember 2006 in Jakarta) war ein indonesischer General, Oberkommandierender der Streitkräfte und Minister für Verteidigung und Sicherheit.

## Leben
Sudrajat, der nach dem Schulbesuch eine militärische Laufbahn begann, war einer der ersten Absolventen der 1960 gegründeten Militärakademie. Anschließend begann er seine Offizierslaufbahn 1961 als Zugführer des 515. Infanteriebataillons in Jember (Jawa Timur (Ost-Java)), ehe er dem sogenannten „Rote-Barett-Korps“ der Armee beitrat, um dort Operationen gegen die Republikanische Armee der Süd-Molukken anzuführen. Später nahm er zwischen 1963 und 1969 an Operationen gegen die Organisasi Papua Merdeka (Organisation für ein freies Papua) sowie gegen kommunistische Aktivisten teil.
1980 gehörte er als Brigadegeneral und Kommandeur des Luftverteidigungskommandos der Führung der Kostrad an, dem einflussreichsten militärischen Verband der indonesischen Streitkräfte. 1981 erfolgte seine Beförderung zum Generalmajor. In diesem Rang war er bis 1983 Kommandeur des für die Provinzen Sumatra Utara, Sumatra Barat und Riau zuständigen Wehrbezirks II mit Sitz in Medan. Anschließend war er bis 1985 Kommandeur des für die Provinzen Jawa Barat und Banten zuständigen Wehrbezirks III mit Sitz in Bandung. 1985 folgte seine Beförderung zum Generalleutnant. Zunächst war er ein Jahr von April 1985 bis Juni 1986 Leiter der Operationsabteilung der Streitkräfte, ehe er von 1986 bis 1988 Stellvertretender Chef des Heeresstabes war. 1988 wurde er Leiter des Amtes für Koordination der Unterstützung der Entwicklung der Nationalen Stabilität.
Im Februar des gleichen Jahres erfolgte seine Ernennung zum General und Chef des Stabes des Heeres (Kepala Staf TNI Angkatan Darat). Als Mitglied der GOLKAR-Partei von Präsident Suharto wurde er schließlich im Februar 1988 zum Minister für Verteidigung und Sicherheit (Daftar Menteri Pertahanan) berufen. Von Februar bis Mai 1993 war er zugleich auch Oberkommandierenden der Streitkräfte (Tentara Nasional Indonesia). 1993 war er als solcher zusätzlich auch Kommandeur des indonesischen Kontingents GARUDA IV der Friedenstruppen der Vereinten Nationen. In diesem Jahr wurde er auch als Nachfolger von Sudharmono als Vizepräsident Indonesiens gehandelt, allerdings wurde sein Vorgänger als Chef des Stabes des Heeres, General Try Sutrisno, neuer Vizepräsident. Nach Unruhen auf Osttimor Anfang 1995 entsandte er eine Untersuchungskommission nach Dili.
Während des Machtwechsels von Suharto zu Bacharuddin Jusuf Habibie spielte er eine führende Rolle. Am 20. Februar 1998 wurde er als Verteidigungsminister und Oberkommandierender der Streitkräfte durch General Wiranto abgelöst. Am 11. Juli 1998 kandidierte er erfolglos gegen Akbar Tandjung für den Vorsitz der GOLKAR.
Dies war mit einer der Gründe für die Gründung der Gerechtigkeits- und Vereinigungspartei (PKP) im Dezember 1998. Zugleich erachtete er den jetzigen Vorsitzenden der jahrzehntelang vorherrschenden GOLKAR, Akbar Tandjung, als unfähig um die nach dem Machtverlust Suhartos notwendigen Reformen durchzusetzen. In ihrem Parteiprogramm argumentierte die PKP, dass die Haltung der GOLKAR zur nationalen Ideologie des Pancasila und zur Verfassung von 1945 die Einheit Indonesiens gefährden könnte.
Während seiner militärischen und politischen Laufbahn wurde er mehrfach ausgezeichnet. Dabei wurde ihm 1977 von der Regierung Malaysias der Ehrentitel „Tan Sri“ verliehen. 1989 erfolgte die Verleihung des Ordens der Nationalen Sicherheit „Merit Tong II“ der Republik Korea.